# Jisan-dong, Daegu
Jisan-dong (koreanska: 지산1동) är en stadsdel i staden Daegu i den sydöstra delen av Sydkorea,  240 km sydost om huvudstaden Seoul. Den ligger i stadsdistriktet Suseong-gu.

## Indelning
Administrativt är Jisan-dong indelat i:
| Namn    | Namn             | Yta km² | Invånare 31 dec 2020 |
| ------- | ---------------- | ------- | -------------------- |
| 지산1동 | Jisan 1(il)-dong | 2,64    | 22 695               |
| 지산2동 | Jisan 2(i)-dong  | 1,97    | 19 228               |